# 南翔饅頭店

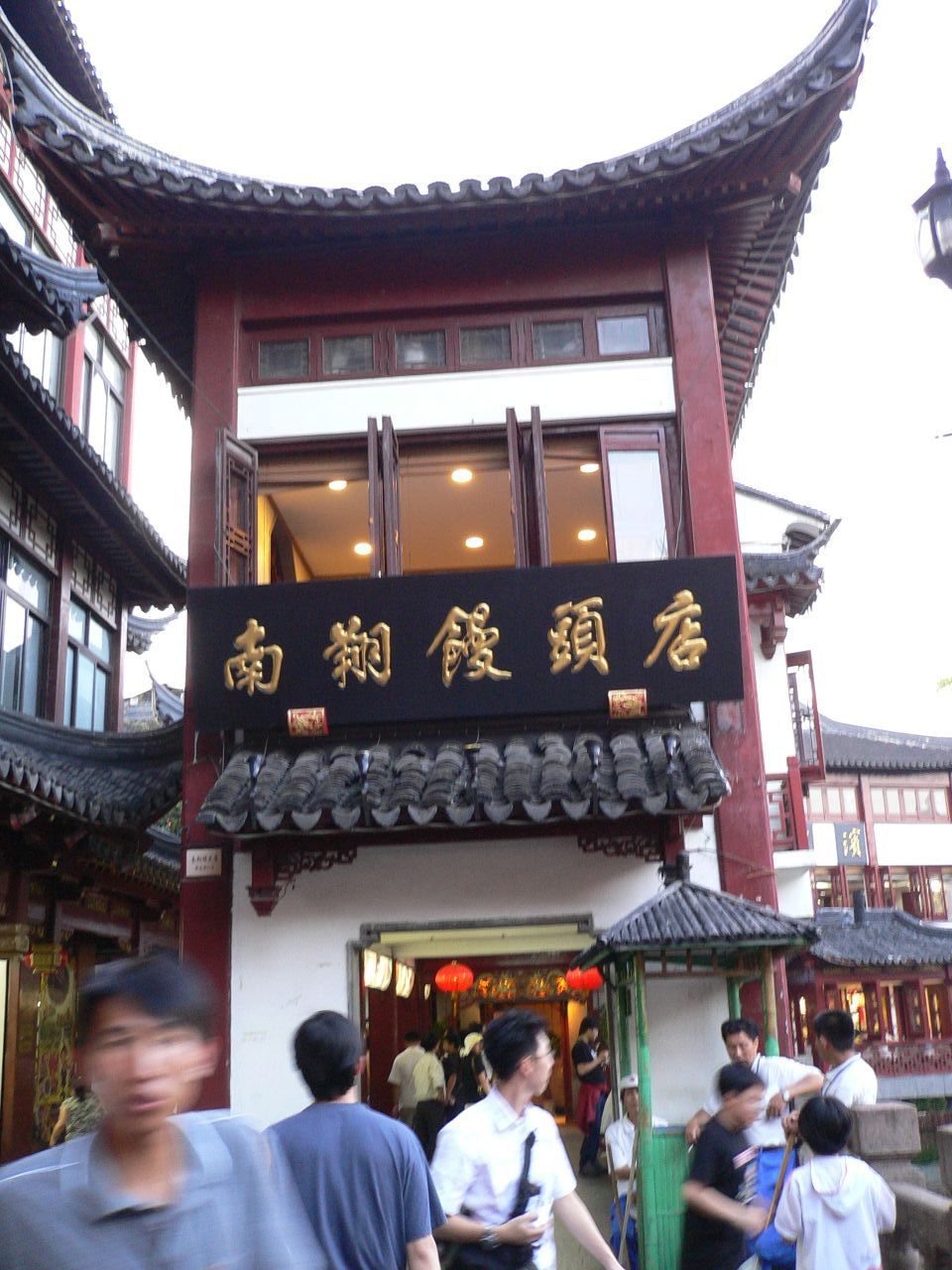
上海の旧市街、豫園商城内にある本店

南翔饅頭店（なんしょうまんとう てん、旧名: 長興樓）は、上海の小籠包専門店。創業100年以上の老舗として知られ、本店は上海中心部旧市街の観光地豫園。
中国国内の各地に支店を設け、中国国外にも進出している。日本では東京・川崎・大阪・福岡で五店舗があるほか、ソウル・ジャカルタ・シンガポールに支店や提携店などがある。

## 概要
中国国内では現在、上海老城隍廟有限公司（シャンハイろうじょうこうびょうゆうげんこうし）が経営している。
世界で日本への出店が最初となり、株式会社ソーホーズ・ホスピタリティ・グループがライセンス契約を得て提携、六本木ヒルズで2003年に開店。また別系列として、株式会社南翔も2006年2月に福岡、次いで大阪・梅田にも新店舗を開店している。

### 沿革
小籠包を上海で初めて売り出した点心の店、長興樓が、1960年代に「南翔饅頭店」と改名し、それ以後の店名となっている。

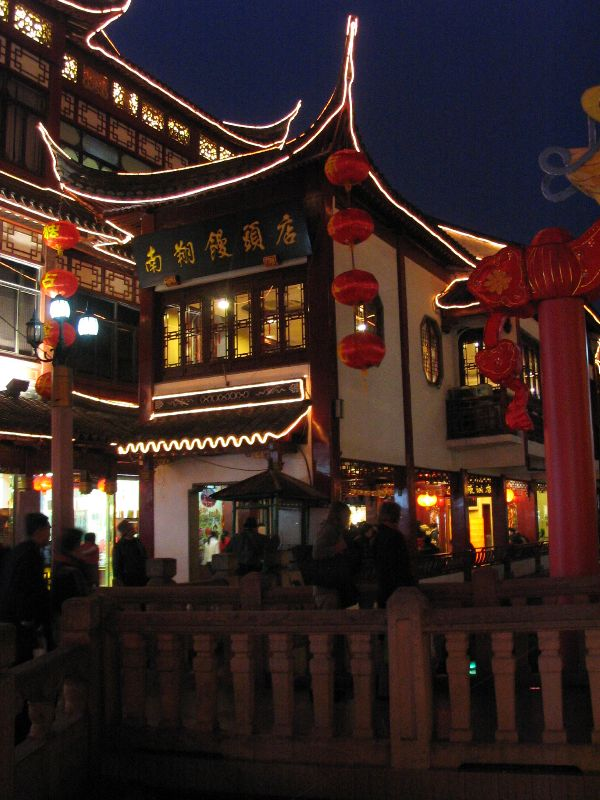
城隍廟-九曲橋-南翔饅頭店（夜景）

小籠包はもともと、長興樓・初代店主の師匠である嘉定県南翔鎮（現・上海市嘉定区南翔鎮）の菓子屋「古猗園」の店主・黄明賢が「古猗園南翔小籠」として嘉定県南翔鎮（現・上海市嘉定区南翔鎮）で売り出し、南翔鎮では「南翔小籠包」と言われ親しまれていた。
上海の点心店・長興樓は黄明賢の弟子、呉翔升が職人の趙秋栄とともに上海中心部旧市街の名勝の豫園で1900年に開店。1920年ごろ「南翔小籠包」を売り出して人気を集め、「南翔小籠」の名は広く知れ渡った。創業以来100年以上の歴史を経て、今もなお行列ができる名物店である。
中国旧商業部が1989年に豫園本店の小籠包を「優秀品質製品金鼎賞」に認定して以来、小籠包は、上海の特産小吃（1995年、上海市人民政府財政貿易事務室）、中国小吃（1998年、中国調理協会）、中国名点心（2000年、国家貿易局）など、さまざまな栄誉を受けている。本店はまた、エリザベス2世イギリス女王、クリントン元アメリカ合衆国大統領、ゴルバチョフ元ロシア大統領なども訪れている。

### 本支店の現在

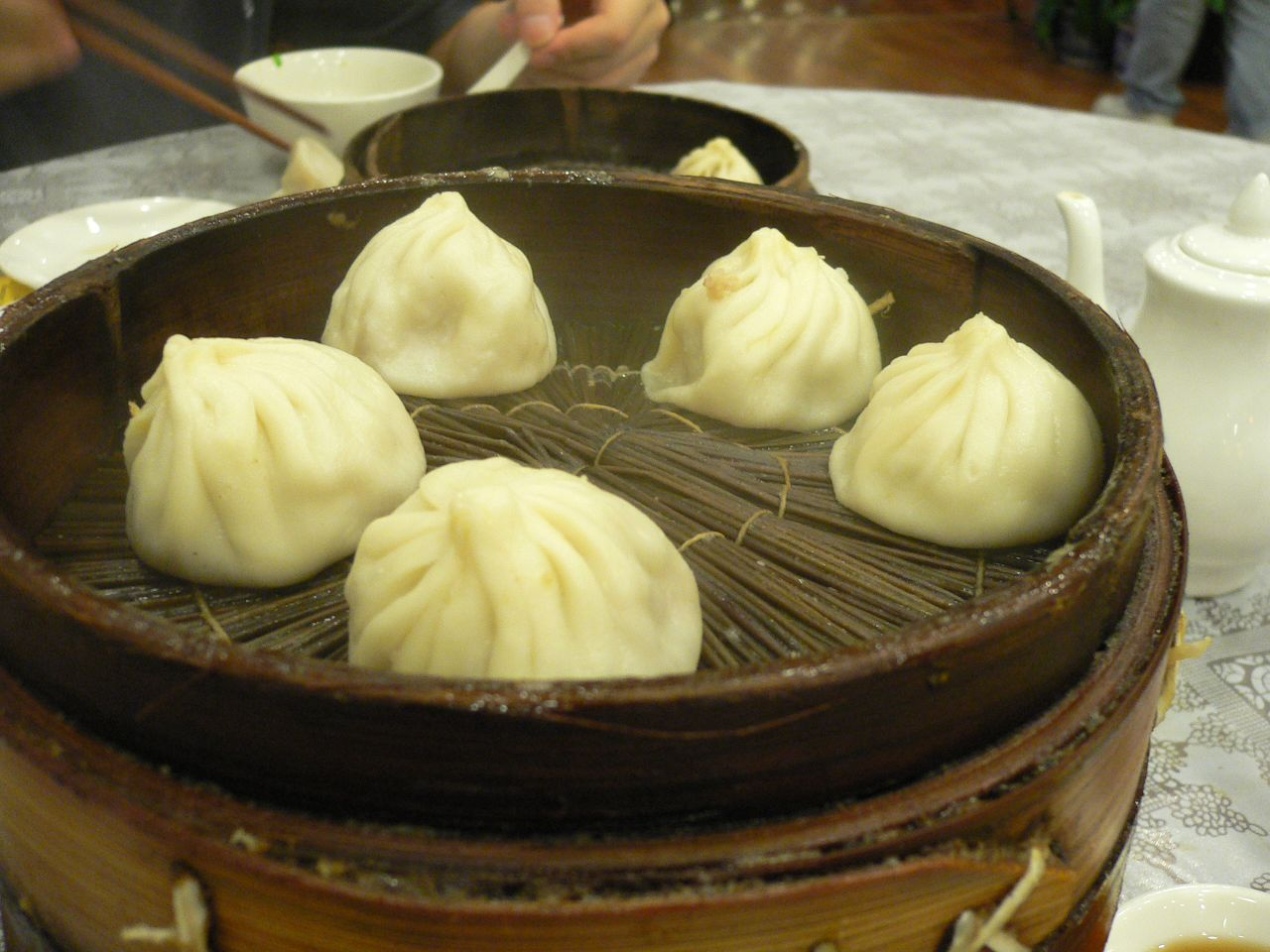
南翔饅頭店本店の蟹肉小籠包

小籠包は元来肉饅頭であるが、ほかにも野菜入り・キノコ入り・松茸鮮肉小籠（松茸入り）・海老入り・フカヒレ入りなど多種に及び、この中でも最もなのは蟹黄小籠（蟹味噌入り小籠）である。本店ではテイクアウト（持ち帰り）の値段が半額で、テーブル上のティーポットには酢が入っているという。店によって供する種類は異なり、小籠包のみならず各種点心や料理を出しているが、その内容は店ごとに異なっている。

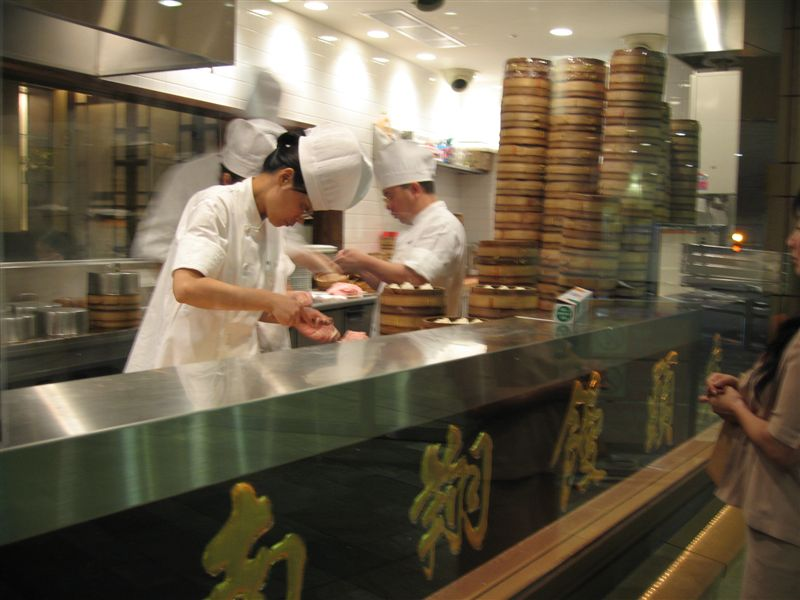
六本木ヒルズ店（調理の光景）

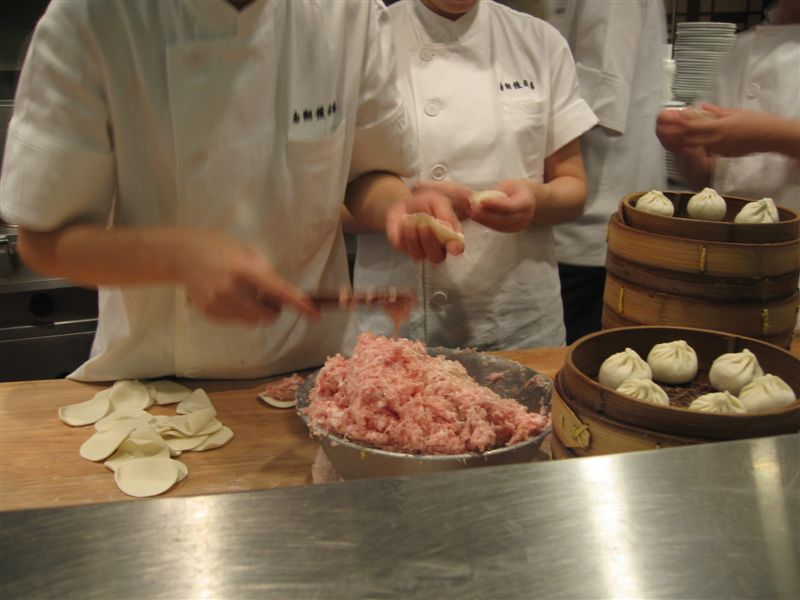
六本木ヒルズ店（調理の光景）

日本の提携店は、2003年4月の六本木ヒルズ店開店を皮切りに、川崎アゼリア店、大阪・心斎橋店を開店した（株）ソーホーズ・ホスピタリティ・グループと、もう一つ別系列の提携店として、大阪市中央区南船場に本社を持つ株式会社南翔が2006年2月に福岡店を開店、次いで大阪・梅田に開店。2012年3月、名古屋のミッドランドスクエアにも支店がオープン。
ソーホーズ・ホスピタリティ系列の提携店では、小籠包以外の点心として焼売・饅頭・デザートを出すが、株式会社南翔系列の福岡店と梅田店は「小籠包とシャンパンの南翔饅頭店」と名乗り、パイ生地・デザートなどの点心のほか、前菜・上海蟹料理・炒飯・炒麺などがメニューに載り、ビール・紹興酒以外にも豊富なワインが揃っているのが特色となっている。
福岡店と梅田店の宣伝によれば、上海豫園本店から経験を積んだ点心師の派遣で「秘伝」と銘打ち、有機栽培の野菜を中心に、味の素などのうま味調味料は一切用いず、鶏の皮を煮込んでつくったゼラチンを餡となる肉に混ぜた肉汁にするという。